# Sistema urbà
Sistema urbà o jerarquia urbana o de ciutats són expressions per a un concepte de la geografia urbana i altres ciències socials que, utilitzant els conceptes de sistema (conjunt de components dinàmics i les seves interrelacions), de jerarquia (ordenació per nivells d'importància) i de ciutat (nucli de població de caràcter urbà), pot entendre's de diverses formes, segons l'àmbit d'aplicació i la perspectiva concreta:
- Sistema urbà format per un grup de ciutats jerarquitzades («conjunt d'assentaments ubicats en un territori determinat, creats i organitzats per la societat que els habita, i que mantenen relacions entre si... les relacions funcionals entre assentaments mostren diferents nivells de dependència, la qual cosa permet establir la jerarquia urbana que regeix el funcionament del sistema de ciutats estudiat és independent si el seu flux principal es dirigeix a un assentament més petit, i és subordinat si el seu flux principal es dirigeix a una ciutat més gran»).[2]

- Sistema urbà format internament dins una ciutat. Convé no confondre amb el concepte geogràfic d'estructura urbana i que, també internament, s'aplica a la divisió en parts (morfològicament i funcionalment) d'una ciutat. Entesos d'aquesta segona manera, aquests components dinàmics es classifiquen en: els grups socials i el mitjà, tots dos amb interacció mútua i constant.

## Component societat
Amb l'evolució de les societats en relació amb el seu medi ambient, els sistemes urbans han esdevingut més complexos, i s'han pogut anomenar les ciutats "sistemes urbans complexos", on és possible desagregar encara més components o variables d'anàlisi. El concepte «civilització», que s'identifica etimològicament amb el de «ciutat», es defineix com a «societat complexa».
Les societats urbanes modernes han desenvolupat formes de gestió i administració de les ciutats (govern de les ciutats). El govern de la ciutat en les societats democràtiques és l'encarregat d'implementar i controlar la gestió i governabilitat urbana dins del sistema, per a això existeixen determinades normes de convivència (lleis o ordenances).

## Component medi ambient
Dins del component medi ambient, és possible diferenciar dos grans subsistemes: el subsistema del territori natural, compost per múltiples variables (sòl, subsòl, atmosfera, aigua, vegetació i clima); i el subsistema construït per l'home (habitatges, carrers, hospitals, escoles, etc.), és a dir, tots aquells components físics requerits per la societat per cobrir les seves necessitats d'hàbitat.